# Dwayne Atkinson
Dwayne Atkinson (Kingston, 5 maggio 2002) è un calciatore giamaicano, centrocampista del Cavalier e della nazionale giamaicana.

## Carriera

### Club
Cresciuto nel settore giovanile del Cavalier, ha debuttato in prima squadra nella stagione 2019-2020 consolidandosi negli anni successivi come uno degli elementi titolari della squadra. Il 26 aprile 2023 è stato acquistato dall'ÍBV Vestmannæyja, club della prima divisione islandese, rimanendovi fino a fine anno.
Nel gennaio del 2024 è tornato in Giamaica al Cavalier.

### Nazionale
Ha giocato nelle nazionali giovanili giamaicane Under-15 ed Under-17.
Ha debuttato con la nazionale maggiore giamaicana il 20 gennaio 2022 in un'amichevole persa 3-0 contro il Perù.
Nel 2025 è stato incluso nella lista dei convocati per la CONCACAF Gold Cup 2025.

## Statistiche

### Cronologia presenze e reti in nazionale
| Cronologia completa delle presenze e delle reti in nazionale ― Giamaica | Cronologia completa delle presenze e delle reti in nazionale ― Giamaica | Cronologia completa delle presenze e delle reti in nazionale ― Giamaica | Cronologia completa delle presenze e delle reti in nazionale ― Giamaica | Cronologia completa delle presenze e delle reti in nazionale ― Giamaica | Cronologia completa delle presenze e delle reti in nazionale ― Giamaica | Cronologia completa delle presenze e delle reti in nazionale ― Giamaica | Cronologia completa delle presenze e delle reti in nazionale ― Giamaica |
| Data                                                                    | Città                                                                   | In casa                                                                 | Risultato                                                               | Ospiti                                                                  | Competizione                                                            | Reti                                                                    | Note                                                                    |
| ----------------------------------------------------------------------- | ----------------------------------------------------------------------- | ----------------------------------------------------------------------- | ----------------------------------------------------------------------- | ----------------------------------------------------------------------- | ----------------------------------------------------------------------- | ----------------------------------------------------------------------- | ----------------------------------------------------------------------- |
| 20-1-2022                                                               | Lima                                                                    | Perù                                                                    | 3 – 0                                                                   | Giamaica                                                                | Amichevole                                                              | -                                                                       | 84’                                                                     |
| 9-11-2022                                                               | Yaoundé                                                                 | Camerun                                                                 | 1 – 1                                                                   | Giamaica                                                                | Amichevole                                                              | -                                                                       | 78’                                                                     |
| 11-3-2023                                                               | Montego Bay                                                             | Giamaica                                                                | 0 – 1                                                                   | Trinidad e Tobago                                                       | Amichevole                                                              | -                                                                       | 76’                                                                     |
| 31-5-2025                                                               | Brentford                                                               | Giamaica                                                                | 2 – 2 dts (4 – 5 dtr)                                                   | Nigeria                                                                 | Amichevole                                                              | -                                                                       | 60’                                                                     |
| 7-6-2025                                                                | Road Town                                                               | Isole Vergini Britanniche                                               | 0 – 1                                                                   | Giamaica                                                                | Qual. Mondiali 2026                                                     | -                                                                       | 82’                                                                     |
| 20-6-2025                                                               | San Jose                                                                | Giamaica                                                                | 2 – 1                                                                   | Guadalupa                                                               | Gold Cup 2025 - 1º turno                                                | -                                                                       | 46’                                                                     |
| Totale                                                                  |                                                                         | Presenze                                                                | 6                                                                       |                                                                         | Reti                                                                    | 0                                                                       |                                                                         |